# Sorin Matei

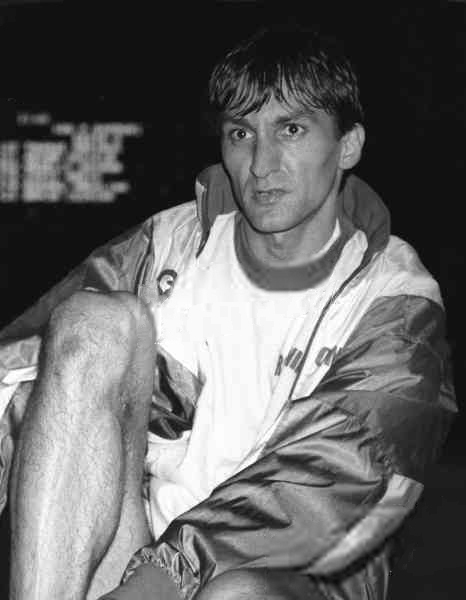
Imagem do atleta de Salto em altura romeno Sorin Matei

Sorin Matei (Bucareste, 6 de julho de 1963) é um antigo atleta romeno, especialista de salto em altura e que é atualmente dirigente da Federação Romena de Atletismo. É detentor de uma das melhores marcas mundiais de sempre, depois de transpor a fasquia de 2.40 m, em junho de 1990, em Bratislava. Só quatro saltadores conseguiram melhor do que Matei: o cubano Javier Sotomayor (2.45 m em 1993), o sueco Patrik Sjöberg (2.42 m em 1987), o soviético Igor Paklin (2.41 m em 1985) e o ucraniano Bohdan Bondarenko (2.41 m em 2013). Também obteve um recorde pessoal de grande classe em pista coberta, quando saltou 2.38 m, em Wuppertal, no dia 3 de fevereiro de 1995.
No entanto, apesar da qualidade das marcas que alcançava nos meetings, Matei nunca conseguiu feitos importantes nas grandes competições atléticas. Das suas três participações em Jogos Olímpicos, atingiu a final em duas delas, mas o melhor que conseguiu foi um 13º lugar nos Jogos de Moscovo 1980, quando tinha apenas 17 anos de idade.